# MDLR Airlines
MDLR Airlines war eine indische Fluggesellschaft mit Sitz in Delhi.

## Geschichte
MDLR Airlines wurde als Tochterunternehmen der indischen Firma MDLR im Jahre 2007 gegründet. Sie stellte 2009 den Betrieb wieder ein.

## Flugziele
Von Delhi und Chandigarh wurden die Ziele Kolkata, Ranchi und Delhi bzw. Chandigarh angeflogen.

## Flotte
(Stand: September 2007)
- 3 Avro RJ70

Außerdem war MDLR Airlines im Gespräch mit British Aerospace zum leasen einer weiteren Avro RJ70 um sie ab Ranchi einzusetzen.